# Toyotarō
Toyotarō (とよたろう?, Toyotarō; Prefettura di Tochigi, 17 maggio 1978) è un fumettista giapponese.
Scelto da Akira Toriyama come suo successore, è l'illustratore del manga Dragon Ball Super, e collabora con Toei Animation per la sua versione anime.

## Carriera
Fin dall'infanzia, Toyotarō è stato un grande appassionato di Dragon Ball, nonché un estimatore dello stile grafico di Akira Toriyama. Intorno al 2000, Toyotarō ha debuttato con il nome di Toyble creando il manga non ufficiale Dragon Ball AF. Venne da subito elogiato per il suo tratto molto simile a quello di Toriyama. L'opera di Toyotarō, grazie all'ottima qualità e allo stile estremamente simile a quello di Toriyama, creò un certo fermento fra gli appassionati dell’autore.
Il 12 ottobre 2012, viene notato da Shūeisha e dal 20 ottobre seguente cominciò a dedicarsi alla scrittura e alla parte grafica di Dragon Ball Heroes: Victory Mission, un manga spin-off del franchise basato sul videogioco arcade Dragon Ball Heroes e pubblicato sulle pagine della rivista V Jump. Nel 2015 realizzò l'adattamento manga del film Dragon Ball Z: La resurrezione di 'F', pubblicato anch'esso su V Jump.

### Dragon Ball Super
Parallelamente alla realizzazione dell'adattamento manga di Dragon Ball Z: La resurrezione di 'F', Toyotarō venne scelto da Shueisha e Akira Toriyama come erede del Maestro e di affidargli la produzione del manga di Dragon Ball Super. La serializzazione, attualmente in corso, ha avuto inizio a partire dal numero del 20 giugno 2015 di V Jump e procede parallelamente all'omonimo anime prodotto da Toei Animation.
Toyotarō crea gli storyboard di Dragon Ball Super basandosi sui soggetti che il sensei dava sia a lui che a Toei Animation. A partire dalla Saga della Sopravvivenza degli Universi, Toyotarō è diventato anche character designer di Dragon Ball Super, creando lui stesso i design dei nuovi personaggi o collaborando con Toriyama alla loro creazione.

## Stile e influenze
Come fonti d'ispirazione, il disegnatore ha più volte indicato che ne trae dai film perché Toriyama si era sempre impegnato a conferire un taglio cinematografico alla sua opera.
Toyotarō ha anche dichiarato che disegna tenendo davanti i volumi illustrati da Toriyama, in modo da non discostarsi troppo dallo stile del sensei.
Nei suoi disegni è possibile riscontrare una forte passione per il fumetto occidentale, che si concretizza con inquadrature di personaggi che danno l'impressione di uscire dal riquadro della vignetta.
Dalle sue composizioni è possibile riscontrare una fortissima ispirazione alle opere di Toriyama e alla serie animata di Dragon Ball, con scene palesemente riprese da opere derivate.

## Opere
- Dragon Ball AF - dōjinshi
- Dragon Ball Heroes: Victory Mission (2012-2015)
- Dragon Ball Z: La resurrezione di 'F' (2015)
- Dragon Ball Super (2015-in corso)